# Koroknai Máté
Koroknai Máté (1993. január 13. –) magyar gátfutó.

## Pályafutása
A 2009-es ifjúsági vb-n nem jutott tovább a futamából. A 2009-es junior Eb-n 4 × 400 m váltóban negyedik volt. A 2011-es junior Eb-n nem jutott tovább. A 2012-es junior vb-n az elődöntőben esett ki. A 2013-as U23-as Eb-n nem jutott tovább. A 2014-es atlétikai Európa-bajnokságon az elődöntőig jutott. A 2015-ös U23-as Eb-n hetedik volt. A 2018-as atlétikai Európa-bajnokságon ismét az elődöntőbe jutott, ahol 49,77-es egyéni csúcsot ért el. Ezután a jobb lába achilles-ín fájdalmai miatt leállt az edzésekkel. 2018 decemberében megműtötték. 2020 júliusában indulhatott újra versenyen. A tokiói olimpián 400 méteres gátfutásban előfutamában 6., összesítésben 26. lett.

## Eredményei
Magyar bajnokság
- 400 m gát
  - aranyérmes: 2014, 2015, 2020, 2021
  - ezüstérmes: 2012, 2013
- 4 × 400 m
  - aranyérmes: 2011, 2013, 2015
  - ezüstérmes: 2017

## Díjai, elismerései
- Az év magyar U23-as atlétája (2014)[8]